# 白鳥由夏
白鳥 由夏（しらとり ゆか、1971年9月29日 - ）は、日本の元女優。本名・旧芸名は、白鳥 夕香（読み同じ）。
神奈川県出身。身長163cm。慶應義塾大学環境情報学部卒業。

## 略歴
1992年度クラリオンガール準グランプリを受賞し、芸能界デビュー。その後は女優として活動し、1994年に放送された『ブルースワット』のサラ役で広く知られるようになった。
1995年には『きけ、わだつみの声 Last Friends』で映画初出演。『霧の子午線』では岩下志麻の若年時代を演じ、ヌードを披露した。
そのほか、CMやNHKの教育番組などにも出演する。特技は水泳、ジャズダンス。
社団法人映像コンテンツ権利処理機構においては不明権利者とされている。

## 出演

### テレビドラマ
- 世にも奇妙な物語 / 人格改造ドリンク（1991年、フジテレビ）
- 水着でKISS ME（1992年、テレビ東京）
- 大河ドラマ / 炎立つ（1993年、NHK） - 倫子の侍女 役
- チャンス!（1993年、フジテレビ）- 近藤夕香 役
- じゃじゃ馬ならし 第11話「突然、逮捕される」（1993年、フジテレビ）
- メタルヒーローシリーズ
  - ブルースワット（1994年 - 1995年、テレビ朝日） - サラ（美杉沙羅） 役 ※レギュラー
  - 重甲ビーファイター 第52話「集結!! 3大英雄」、第53話「翔け!! 英雄達」（1996年、テレビ朝日） - サラ（美杉沙羅） 役
- 刑事追う! 第15話「第一容疑者」（1996年、テレビ東京） - 矢崎由紀 役
- はぐれ刑事純情派IX 第21話「礼服で殺人!? パチンコに嵌った女」（1996年、テレビ朝日）
- 火曜サスペンス劇場 / 女弁護士・高林鮎子19 寝台特急北斗星の女（1996年、日本テレビ） - 江口芙美江 役
- 水戸黄門 第25部 第30話「哀しい疵を抱く女 -本荘-」（1997年、TBS） - お菊 役
- 土曜ワイド劇場
  - 恐怖の目撃者（1997年、朝日放送） - 晴美 役
  - エステサロン白い肌殺人事件（1997年、テレビ朝日） - 佐々木園枝 役
- 連続テレビ小説 / あぐり（1997年、NHK） - 川村紀美子（あぐりの姉） 役
- 月曜ドラマスペシャル / 検視官江夏冬子2 京都冬化粧殺人事件（1998年、TBS） - 小川幸子 役
- はぐれ刑事純情派XI 第6話「安浦刑事が誤認逮捕!? 家族の復活」（1998年、テレビ朝日）

#### その他のテレビ番組
- サイエンスアイ（レポーター）
- まちへとびだそう（1999年 - 2000年、NHK教育） - ユカ 役

### 映画
- 東映ヒーロー大集合（1994年、東映） - サラ（美杉沙羅）の声
- きけ、わだつみの声 Last Friends（1995年、東映） - 野川三千代 役
- 霧の子午線（1996年、東映） - 大学時代の希代子 役
- 不法滞在（1996年、アルゴ・ピクチャーズ）
- 時雨の記（1998年、東映） - 壬生晴美 役

### 舞台
- 地球を7回半回れ
- How's it going?

### CM
- マキロン
- シャープ 「インターネットでチン」
- NEC
- カネボウ
- Panasonic 「母はパソコンを始めた」篇

### 写真集
- 『コンバットヒロイン写真集』（日本出版社、1996年）